# دی‌گالان
دی‌گالان (به انگلیسی: Digallane) با فرمول شیمیایی Ga۲H۶ یک ترکیب شیمیایی است. که جرم مولی آن ۱۴۵٫۴۹۴ g/mol می‌باشد. 